# タイム・クランチ
『タイム・クランチ』（Time Crunch）は、アメリカ合衆国のフュージョン・バンド、ナイアシンが2001年に発表した4作目のスタジオ・アルバム。日本で先行発売された。

## 背景
「レッド」はキング・クリムゾンのアルバム『レッド』収録曲のカヴァーで、若き日のビリー・シーンは、オリジナル・ヴァージョンでベースを弾いたジョン・ウェットンから影響を受けていたという。また、「蒼き風」はジェフ・ベックのアルバム『ワイアード』収録曲のカヴァーである。

## 評価
Glenn Astaritaはオールミュージックにおいて5点満点中4.5点を付け「ハードにドライヴするパワー・オルガン・トリオ、ナイアシンが芸術的な意味で重要な節目に到達したことの、動かぬ証拠」と評している。また、ジョン・W・パターソンはAll About Jazzのレビューで5点満点中3.5点を付け「パンチがあり、豪勢で、エマーソン・レイク・アンド・パーマーの『タルカス』（特に"Stone Face"は同作からの影響が顕著）、UKの伝説的なアルバム群、そしてデレク・シェリニアン率いるプラネット・エックスの作品を思わせるサウンドに満ちている」と評している。

## 収録曲
特記なき楽曲はジョン・ノヴェロとビリー・シーンの共作。
1. エルボー・グリース - "Elbow Grease" - 5:19
2. タイム・クランチ - "Time Crunch" - 3:15
3. ストーン・フェイス - "Stone Face" - 6:11
4. レッド - "Red" (Robert Fripp) - 8:00
5. インヴィジブル・キング - "Invisible King" - 4:28
6. ダディ・ロング・レッグ - "Daddy Long Leg" - 5:18
7. ホグ・ファンク - "Hog Funk" - 5:07
8. グロウ - "Glow" - 3:06
9. ダメージド・グッズ - "Damaged Goods" - 4:25
10. アウトサイド・インサイド・アウト - "Outside Inside Out" - 5:02
11. 蒼き風 - "Blue Wind" (Jan Hammer) - 5:52

### 日本盤ボーナス・トラック
1. ハッピー・アズ・ア・クラム - "Happy as a Clam" - 3:40

## 参加ミュージシャン
- ジョン・ノヴェロ - ハモンドオルガン、ピアノ、シンセサイザー
- ビリー・シーン - ベース
- デニス・チェンバース - ドラムス